# Трояне
Трояне (словен. Trojane) — поселення в общині Луковиця, Осреднєсловенський регіон, Словенія. 
Висота над рівнем моря: 561,4 м.